# 南北石油
南北石油（なんぼくせきゆ）は1905年（明治38年）から1908年（明治41年）までしか存在しなかった日本の石油会社で、日本で最初に原油輸入精製事業を行った会社である。

## 概要
浅野財閥総帥浅野総一郎は、大倉喜八郎（大倉財閥総帥）・村井吉兵衛（宝田石油取締役・村井財閥総帥）・中野貫一・山田又七（宝田石油社長）との共同出資で、1905年（明治38年）に南北石油を設立して、台湾・青森・北海道で油井を掘ったが失敗だった。

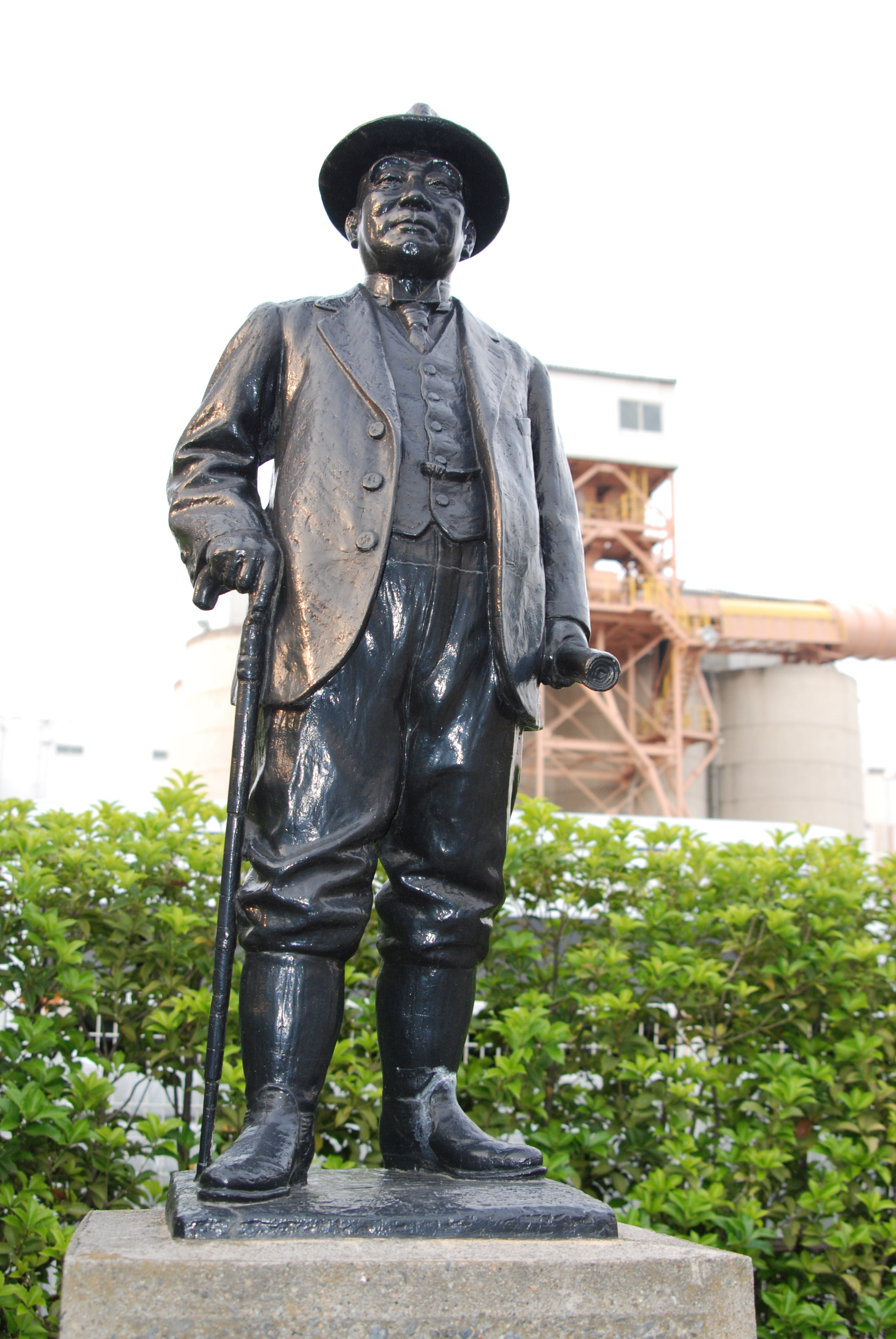
浅野総一郎の銅像

ところが、1906年（明治39年）5月に米国グラシオサ・オイル・カンパニーが原油を売り込みに来たので、浅野が近藤会次郎に品質試験をさせたところ良質な原油だという結果が出た。それで浅野総一郎は、この原油の輸入精製販売を決定し、東西石油を設立するとすぐに南北石油に合併させるという方法で増資した。また新しい製油所建設の為に近藤を南北石油の技師長に任命すると、高桑藤代吉や浅野石油部の水崎基一と一緒に米国に派遣した。また東洋汽船（浅野財閥）はこの原油を輸送するためにタンカー五隻（相洋丸・武洋丸・紀洋丸ほか）を発注した。紀洋丸は日本初の本格的なタンカーである。東洋汽船の新型貨客船である天洋丸・地洋丸は石油を燃料としたが、これが日本で船の燃料に石油を用いた最初である。近藤たちは8月13日にサンフランシスコに着くと、カリフォルニア州鉱山局や地質調査所やカリフォルニア大学の専門家を訪問して意見を聴き参考資料を集め、各地の油田・製油所・鉄鋼所を視察し、大丈夫だと判断して、グラシオサ・オイル・カンパニー他二社から毎月9万バーレルの原油を買い取る正式な契約書に調印した。8月29日にニューヨークに到着すると、高田商会や大倉組のニューヨーク支店に赴いて相談や研究をしてから、この二社を介して製油所の設備を注文し、11月下旬に帰国した。12月30日に保土ヶ谷製油所の起工式を行ったが、1907年（明治40年）10月にはタンカーピンナ号が六千トンの原油を横浜港に運んできたので、11月から製油所の一部が稼動し始めた。これが日本最初の原油輸入である。この保土ヶ谷製油所は約三万坪の敷地に、原油蒸溜釜600バーレル16本・重油蒸溜釜300バーレル6本・揮発油蒸溜釜300バーレル2本を全て露天で配置し、一日の蒸溜張込石数3000バーレルで、大小57基のタンクを保有し約32万石の油を収容できた。平沼油槽所は、原油タンク重油タンク製油タンク合計9基を有し約17万石の収容能力を有した。高島町海岸から平沼油槽所に原油を陸揚するパイプライン二本、平沼油槽所から保土ヶ谷製油所に原油を送るパイプライン二本、保土ヶ谷製油所から平沼油槽所に灯油類を送るパイプライン三本、保土ヶ谷製油所から平沼油槽所を経て高島町海岸に重油を送るパイプライン二本が敷設された。これは当時としては驚くほど大規模な製油所だった。南北石油の輸入原油量は1907年（明治40年）の国内原油生産量の63%に相当した。国内油田の原油しか扱っていなかった日本石油の内藤久寛社長は南北石油に脅威を感じて、松方正義総理大臣に哀願したので、1908年（明治41年）2月から3月にかけて国会で原油輸入関税引上げが議論された。これは浅野財閥の東洋汽船（原油輸送）・浅野石油部（原油供給）・南北石油（製油）にとって死活問題なので、双方が猛烈な政治運動を展開したが、翌年4月からの関税引上げが議決されてしまい、浅野財閥の石油事業は大打撃を受けた。さらに、丁度この頃にグラシオサ・オイル・カンパニー他二社がスタンダード社に買収合併されて（あるいは油井に地下水が浸入してあるいは米国内で石油価格が高騰して）売買契約を履行しないので、新たな原油供給元を求めて、近藤会次郎が8月に出国し、ペルー・米国テキサス・インディアンテリトリー・ルーマニア・バクー・グローズヌイの油田を訪れて原油売買契約を締結し1909年（明治42年）6月に帰国したが、既に前年の9月に南北石油は宝田石油に合併されていた。また浅野財閥とグラシオサ・オイル・カンパニーが共同で、カリフォルニアで新たに油井を三箇所掘ってみたが出油しなかった。その後、保土ヶ谷製油所は宝田石油の横浜製油所となって操業したが、原油供給難のせいで1912年（大正元年）8月に閉鎖された。